# فاكسيتيك
شركة فاكسيتيك (بالإنجليزية: Vaccitech Limited)‏ هي شركة تكنولوجيا حيوية تقوم بتطوير اللقاحات والعلاجات المناعية للأمراض المعدية والسرطان، مثل التهاب الكبد B وعدوى فيروس الوَرَم الحُلَيمِي البشري HPV وسرطان البروستاتا.

## تقنية
تشتمل منصة الشركة على ناقلين فيروسيين يحاكيان الأمراض الفيروسية في الخلايا البشرية ويحفزان استجابة الجسم المضاد والخلايا التائية لمسببات الأمراض والأورام.
وهذه النواقل هي:
1. (Chimpanzee Adenovirus Oxford (لقاح أكسفورد–آسترازينيكا
2. (Modified Vaccinia Ankara (MVA

## التاريخ
تأسست الشركة في عام 2016 كجامعة منبثقة من سارة جيلبرت وأدريان في إس هيل في معهد جينر بجامعة أكسفورد.
تم تمويل شركة فاكسيتيك ودعمها من قبل جوجل فينتجرز (Google Ventures) وسيكويا كابيتال( Sequoia Capital) و جين ماتريكس (GeneMatrix )و لونتراست أسيت مانيجمينت ( Liontrust Asset Management ) و شركة الشركاء الكوريين للإستثمار(Korea Investment Partners) و شركة تجديد علوم اوكسفورد ((Oxford Sciences Innovation (OSI). اعتبارًا من عام 2020 ، شمل الاستثمار في شركة فاكسيتيك أكثر من 20 مليون جنيه إسترليني من تمويل الجولة الأولى.
في أوائل عام 2020 ، اخترعت فاكسيتيك وجامعة أكسفورد لقاحًا لـ COVID-19 باستخدام منصة ChAdOx. المرحلة 3 من التجارب السريرية للقاح جارية، والتي تجريها الجامعة وشركاء التطوير أسترازينيكا.

## لقاح كوفيد-19
في يوليو 2020، تم الإبلاغ عن تجنيد أشخاص في البرازيل وجنوب إفريقيا والولايات المتحدة لملئ تجارب اللقاح.
في يوليو 2020 ، أفاد علماء فاكسيتيك في ذا لانسيت عن «تجربة عشوائية محكومة واحدة عمياء في خمسة مواقع تجريبية في المملكة المتحدة لقاح مضاد للفيروسات الغدية للشمبانزي (ChAdOx1 nCoV-19) يعبر عن بروتين ارتفاع SARS-CoV-2.» احتاج العديد من الأشخاص إلى الباراسيتامول الوقائي لتقليل تفاعلاتهم السلبية. يبدو أن النتائج «تدعم التقييم على نطاق واسع لهذا اللقاح المرشح في برنامج المرحلة 3 الجارية».